# Tíana

L'Imperi Hitita, amb Tuwanuwa situat a la Terra Baixa.

Tíana (en llatí Tyana, en grec antic Τύανα) era una ciutat de Capadòcia anomenada anteriorment Toana, que segons la llegenda havia rebut el nom de Toant, un rei de Tràcia que es deia que havia perseguit Orestes i Pílades fins que va fundar la ciutat, segons Flavi Arrià. Era al peu de les muntanyes Taure, prop de les portes Cilícies i a la riba d'un riu afluent del Lamos diu Estrabó.
Era a la via que anava de Cilícia a Síria, a uns 300 estadis de la ciutat de Cibistra i a uns 400 de Mazaca, segons Plini el Vell, l'Itinerari d'Antoní i la Taula de Peutinger. Aquesta situació la va convertir en una ciutat important des del punt de vista comercial i militar. La fèrtil plana que envoltava la ciutat formava el districte de la Tianitis (Τυανῖτις).
Tíana era la ciutat anomenada Tuwanuwa als textos hitites. Durant l'Imperi Hitita al segon mil·lenni aC, Tuwanuwa era un dels principals assentaments de la zona, juntament amb Hupisna, Landa, Sahasara, Huwassana i Kuniyawanni. Tota la regió del centre i el sud d'Anatòlia, es coneixia com a Terra baixa en les fonts hitites i la seva població parlava principalment luvi. Després del col·lapse de l'Imperi Hitita, Tuwanuwa era una ciutat important dels estats neohitites independents. No se sap si inicialment estava sotmesa al regne de Tabal situat al nord, però sens dubte a finals del segle viii aC era un regne independent sota un governant anomenat Warpalawa. El nom de la ciutat figura en diverses inscripcions jeroglífiques luvites trobades a la regió, on destaca una monumental talla a la roca trobada aa Ivriz. El rei Warpalawa també s'esmenta en textos assiris, amb el nom d'Urballa, i era primer d'una llista de reis que pagaven tributs al rei assiri Teglatfalassar III. També apareix mencionat més tard en una carta de Sargon II. Probablement va succeir a Warpalawa el seu fill Muwaharani, ja que el seu nom apareix en un altre monument trobat a Niğde.
Per les monedes que s'han trobat, se sap que en el regnat de Caracal·la era una colònia romana. Després va formar part de l'Imperi de Palmira durant uns anys però va ser reconquerida per Lluci Domici Aurelià el 272. L'emperador Valent la va fer capital de la província de Capadòcia Secunda. Jordi Cedrè parla de la conquesta de la ciutat pels turcs.
Tíana és coneguda a la història perquè hi va néixer Apol·loni de Tíana, un filòsof pitagòric del que es deia que tenia poders sobrenaturals, era capaç de fer miracles, d'endevinar el futur, d'expulsar dimonis, d'evocar els morts, de veure allò que passava a molta distància i d'entendre el llenguatge dels animals. En va fer una extensa biografia Filòstrat d'Atenes. Tenia a la rodalia un temple de Zeus a la vora d'un llac en una plana pantanosa. L'aigua del llac era freda però sortia d'una font calenta dedicada al déu.
Es va suposar que era la moderna Kara Hissar, però després es va confirmar que era més al sud, al lloc avui anomenat Kemerhisar, a 3 km al sud-oest de Niğde i a mig camí d'aquesta ciutat i Erekli. Se'n conserven algunes restes de l'antiga ciutat.
Cap a l'any 640 Tíana tenia tres seus sufragànies i així va restar fins al segle x. Als segles VIII i IX els àrabs li van dir Tuwana. Els omeies la van saquejar el 708 i va quedar deserta un temps, però es va restaurar. Va caure en mans d'Harun ar-Raixid el 806 aC, que hi va construir una mesquita. Va passar al Soldanat de Rum el 1166.

## Bisbes
Michel Le Quien esmenta 28 bisbes, entre els quals:
- Eutiqui, present al concili de Nicea del 325
- Antimi, el rival de Basili de Cesarea
- Eteri, present al Primer Concili de Constantinoble el 381
- Teodor, amic de Joan Crisòstom
- Euteri, partidari de Nestori, deposat i exiliat el 431
- Ciríac, un severià monofisita

El maig de 1359 encara hi havia un bisbe metropolità; el 1360 la seu va passar a ser administrada per Cesarea, però va romandre seu titular.